# 洣河站
洣河站是一座京广线上的铁路车站，位于湖南省衡阳市衡东县霞流镇，建于1935年，原为四等站，现已撤销拆除。邮政编码为421414。撤销前，客运：办理旅客乘降；行李、包裹托运；货运：办理整车货物发到。